# Evrei basarabeni
Evreii basarabeni sunt un grup etnic din Europa de est. Aceștia s-au stabilit pe teritoriul Basarabiei încă în secolul al XV-lea (vezi și Istoria evreilor din Republica Moldova). În prezent, în Republica Moldova mai trăiesc doar aproximativ 4.000 de evrei, majoritatea din aceștia emigrând în alte țări, cum ar fi Israel, SUA, Rusia, Germania sau Regatul Unit.

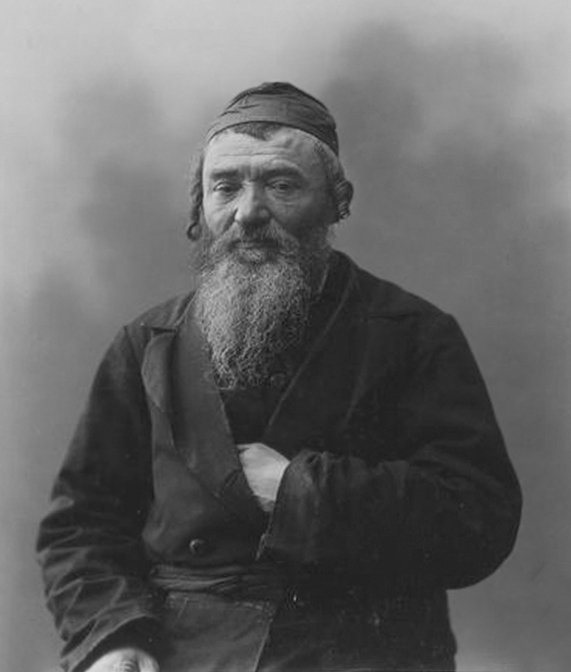
Evreu din Chișinău (1900)

## Personalități
- Moyshe Altman
- Jacob Bernstein-Cohen
- Srul Bronshtein
- Simion Bughici
- Iosif Chișinevschi
- Iosif Hussar
- Efim Krimerman
- Leib Kuperstein
- Gutman Landau
- Ada Maimon
- Yehuda Leib Maimon
- Zwi Milshtein
- Alexandru Nicolschi
- Ilia Oleinikov
- Eliezer Zusia Portugal
- Yisroel Avrohom Portugal
- Oleg Reidman
- Alexandru Robot
- Moses Schwarzfeld
- Eliezer Steinbarg
- Ilan Șor
- Yehuda Leib Tsirelson
- Vladimir Țincler